# Laurence Halsted
Ne doit pas être confondu avec Lawrence Halsted.
Laurence Halsted, né le 22 mai 1984 à Londres, est un escrimeur britannique pratiquant le fleuret. Il est droitier. Il a été médaillé d’argent lors des championnats d'Europe d'escrime 2008. 

## Palmarès
- Championnats d'Europe d'escrime :
  -  Médaille d’argent aux Championnats d'Europe d'escrime 2008
  -  Médaille de bronze aux Championnats d'Europe d'escrime 2009